# エニックスお家騒動
エニックスお家騒動（エニックスおいえそうどう）は、2001年にエニックスのコミック部門で編集者の独立や漫画家の離脱を巡って発生した一連の係争の通称。

## 概要
2001年6月、株式会社エニックス（現・スクウェア・エニックス・ホールディングス）の主に本誌・姉妹誌での編集長・副編集長経験者である一部の編集部員が独立し、株式会社マッグガーデンを設立した。その際、当時のエニックス主力専属作家の多くを引き抜き、マッグガーデンに移籍させた。設立の中心となったのはコミック部門創設者である出版事業部長・保坂嘉弘や、同社刊『月刊少年ガンガン』の第2代編集長・飯田義弘など。
なお、同時期に同社刊『月刊Gファンタジー』編集長・杉野庸介が、一賽舎（後にスタジオDNAと合併、現在の一迅社）を設立している。この件についても、一連の騒動に含める場合がある。

## 騒動の経過
1990年代後半、『月刊少年ガンガン』とその周辺雑誌で「エニックス系」と呼ばれる作品が人気を出している中、現状を良しとしない編集者が台頭し、創刊当時の少年漫画中心の雑誌への回帰を図るようになる。その結果、『TWIN SIGNAL』『刻の大地」』の『月刊Gファンタジー』への移籍、大量のゲーム紹介ページの投入、今までとは異なるタイプの新連載を次々と打ち出したりするなど、路線変更を行い始める。
しかし、読者からは総じて不評で、編集部内でも反発・対立が発生したことから、2001年6月、保坂嘉弘がエニックスを退社しマッグガーデンを設立。旗艦雑誌となる『月刊コミックブレイド』創刊の準備に入った。その後、飯田義弘を始めとする「エニックス系」の立役者だった編集者が相次いで退社し、エニックス系列の雑誌では『月刊少年ガンガン』の『まもって守護月天!』『魔探偵ロキ』『新撰組異聞PEACE MAKER』『スターオーシャン セカンドストーリー』、『月刊ガンガンWING』の『ワールドエンド・フェアリーテイル』『パンゲア』『ジンキ』、『月刊ステンシル』の『AQUA』など、中途半端な連載打ち切りが続いた。
特に移籍者の多くが集中していた『月刊ガンガンWING』では連載作品のおよそ8割が連載を打ち切られ、また、移籍作品のほとんどが主力作品だったため、雑誌の存続が危ぶまれた。また、『月刊ステンシル』は雑誌の中心であった人気漫画家ばかり引き抜かれ、その後持ち直すことができず休刊してしまう。なお、『まもって守護月天!』連載中断後、当作品と交互に隔号連載されていた『東京アンダーグラウンド』が急遽、毎号連載にペースアップされた。
『月刊コミックブレイド』の創刊に際しては『月刊少年ガンガン』や『月刊ガンガンWING』等にて連載中だった作品の続編掲載を謳う宣伝も存在したため、エニックス側は「マッグガーデンの行為は編集者のコネクションを利用した不当な引き抜き行為である」と主張。10月に『ブレイド』の発行やマッグガーデンと、同社が引き抜いた作家の契約差し止めを主な内容とする仮処分を東京地方裁判所に申請した。『ブレイド』は翌2002年2月に創刊された。
その後、2002年3月に以下の条件で両者間の和解が成立した。
- エニックスはマッグガーデンの業務に干渉しないこと
- マッグガーデンの非常勤取締役2名の指名権をエニックスが得ること
- エニックスはマッグガーデンの発行済み株式の50%を譲り受けること
- エニックスの雑誌で連載されていた作品に「企画・プロデュース エニックス」と記載すること
- マッグガーデンが株式上場・店頭登録するまで前記の作品の小売価格の1割をエニックスが得ること

上記の和解条件は、マッグガーデンが2003年9月22日にマザーズ市場へ株式上場したことに伴い、終了した。発行済み株式の半数を取得したエニックスは市場を通じて手持ち株の売却を進め、上位株主から姿を消した。
その後、マッグガーデンは2006年より業務提携したProduction I.Gと統合持株会社・IGポートを設立。2007年12月1日より同社の株式交換での傘下となり、2007年11月27日にマザーズから上場廃止になっている。
一方、エニックスとマッグガーデンが係争していた同時期に、『月刊Gファンタジー』編集長であった杉野庸介が、峰倉かずや、遠藤海成、高河ゆんら同誌看板・主力作家陣を連れて独立し、スタジオDNAの支援を受けて一賽舎（現在の一迅社）を設立。同社より『コミックZERO-SUM』を創刊した。『月刊Gファンタジー』は元々、エニックスの漫画部門の中では傍流扱いで、引き抜いた作家もあくまで杉野の担当作家だけだった。また、峰倉かずや、高河ゆんは他社デビューの非専属作家であった。更にスタジオDNAが初期『月刊少年ガンガン』や『月刊少年ギャグ王』の外注編プロで、その後もエニックスとは比較的友好関係が続いており、身元預かりのような形になったことから、対マッグガーデンのような敵対には至らず、移籍作品の再刊行に一定の時限制限をかける程度に留まった。
マッグガーデンの『月刊コミックブレイド』は、創刊から2010年頃まではエニックスからの移籍組が主力を担っていたが、その後、ウェブコミック配信サイト『MAGCOMI（マグコミ）』へ再編されたこともあり、作家、編集者がKADOKAWA、講談社などへ流出。現在では黒乃奈々絵、天野こずえ、桜野みねねなど数名が残っているだけである。
一方、一賽舎の『コミックZERO-SUM』は執筆ペースこそ落ちているが、峰倉かずや、高河ゆんのダブルエース体制を長く堅持している。一賽舎との合流で月刊漫画誌編集のノウハウを得たスタジオDNAは2005年3月に一賽舎と正式に合併し一迅社となり、同年12月に少年漫画誌『月刊ComicREX』を創刊。こちらには『突撃！パッパラ隊』の松沢夏樹など、初期『月刊少年ガンガン』『月刊少年ギャグ王』で接点のあった作家が合流している。2016年11月には講談社の完全子会社となって音羽グループ入りし、役員派遣や販売面などにおいて講談社との連携を強めている。

## 移籍

### マッグガーデン
- 浅野りん（少年ガンガン・WING）
- 東まゆみ（少年ガンガン）
- 天野こずえ（ステンシル）
- 木下さくら（少年ガンガン）
- 黒乃奈々絵（少年ガンガン）
- 久保聡美（WING）
- 桜野みねね（少年ガンガン・WING）
- 綱島志朗（WING）
- 戸土野正内郎（WING）
- 箱田真紀（WING）
- 藤野もやむ（WING）
- よしむらなつき（少年ガンガン）
- 松葉博（ステンシル）
- 衛藤ヒロユキ（少年ガンガン）[3]

#### 月刊コミックブレイドへの主な移籍作品
| 作者                | エニックス                              | マッグガーデン                         | 備考                                                   |
| ------------------- | --------------------------------------- | -------------------------------------- | ------------------------------------------------------ |
| 天野こずえ          | AQUA （ステンシル）                     | ARIA                                   |                                                        |
| 木下さくら          | 魔探偵ロキ （ガンガン）                 | 魔探偵ロキRAGNAROK                     |                                                        |
| 木下さくら 東山和子 | tactics （Gファンタジー）               | tactics （Gファンタジー）              | -                                                      |
| 箱田真紀            | ワールドエンドフェアリーテイル （WING） | ワールドエンドフェアリーテイルアフター |                                                        |
| 桜野みねね          | まもって守護月天! （ガンガン）          | まもって守護月天!〜再逢〜              |                                                        |
| 桜野みねね          | 常習盗賊改め方 ひなぎく見参! （WING）   | ひなぎく見参!一本桜花町編              |                                                        |
| 黒乃奈々絵          | 新撰組異聞PEACE MAKER （ガンガン）      | PEACE MAKER鐵                          |                                                        |
| 浅野りん            | パンゲア （WING）                       | パンゲア・エゼル                       |                                                        |
| 綱島志朗            | ジンキ （WING）                         | ジンキ・エクステンド                   | JINKI-真説-はコミック電撃大王 （KADOKAWA）で移籍連載。 |
| 久保聡美            | 陽炎ノスタルジア （WING）               | 陽炎ノスタルジア〜新章〜               |                                                        |
| 戸土野正内郎        | 悪魔狩り〜冠翼の聖天使篇〜 （WING）     | 悪魔狩り〜寂滅の聖頌歌篇〜             |                                                        |
| 松葉博              | 心に星の輝きを （ステンシル）           | もっと☆心に星の輝きを                  |                                                        |

### 一賽舎
全てGファンタジー。
- 峰倉かずや
- 遠藤海成
- 高河ゆん
- たつねこ
- 魔神ぐり子
- 水谷悠珠

#### コミックZERO-SUMへの主な移籍作品
| 作者       | エニックス                                 | 一賽舎                       |
| ---------- | ------------------------------------------ | ---------------------------- |
| 峰倉かずや | 最遊記 （Gファンタジー）                   | 最遊記RELOAD                 |
| 遠藤海成   | 破天荒遊戯 （Gファンタジー）               | 破天荒遊戯 （Gファンタジー） |
| 高河ゆん   | BELOVED （Gファンタジーにて第1話のみ掲載） | LOVELESS                     |

### エニックスに残留した主な漫画家
- 渡辺道明
- 金田一蓮十郎
- 有楽彰展
- 城平京
- 水野英多
- 藤原ここあ
- 小島あきら
- たかなし霧香
- 冬季ねあ